# Кафуе (река)
Кафуе на английски: Kafue) е река в Замбия, ляв (най-голям) приток на Замбези. Дължината ѝ е 1576 km, а площта на водосборния басейн – 154 200 km². Река Кафуе води началото си на 1383 m н.в. от южния склон на масива Мукамбо (1484 m), в непосредствена близост до границата с Демократична република Конго. В горното си течение тече на югоизток и юг, в средното – на югозапад и юг, а в долното – на изток. Тече предимно в широка, плитка долина, между ниски и заблатени брегове. В средното си течение, на протежение от 26 km прорязва участък с твърди скали като образува дълбок и тесен пролом. Тук, в най-тясната му част е изградена преградната стена на язовира Итежи Тежи. След това на протежение около 200 km Кафуе образува огромно блато, в което се разделя на ръкави и острови. По време на пълноводие тук се образува много голямо езеро. Влива се отляво в река Замбези, на 370 m н.в., на около 70 km от преградната сена на язовира „Кариба“ на Замбези. Основни притоци: леви – Мвембеши; десни – Лусвити (около 200 km), Лунга (около 400 km), Луфупа (230 km), Нанжила, Силукуя. Подхранването ѝ е предимно дъждовно с ясно изразено есенно пълноводие (от март до май). Средният годишен отток на реката е 335 m³/s, минималният – 4 m³/s, максималният – 2629 m³/s. Плавателна е за плитко газещи речни съдове на 240 km от устието. В средното си течение река Кафуе пресича източната част на големия национален парк „Кафуе“.